# Dendrobium blanche-amesiae
Dendrobium blanche-amesiae är en orkidéart som beskrevs av Alex Drum Hawkes och Alfonse Henry Heller. Dendrobium blanche-amesiae ingår i släktet Dendrobium, och familjen orkidéer.
Artens utbredningsområde är Filippinerna. Inga underarter finns listade i Catalogue of Life.